# McDonnell Douglas YC-15

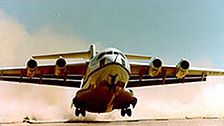
YC-15 на взлёте, авиабаза ВВС США «Эдвардс»

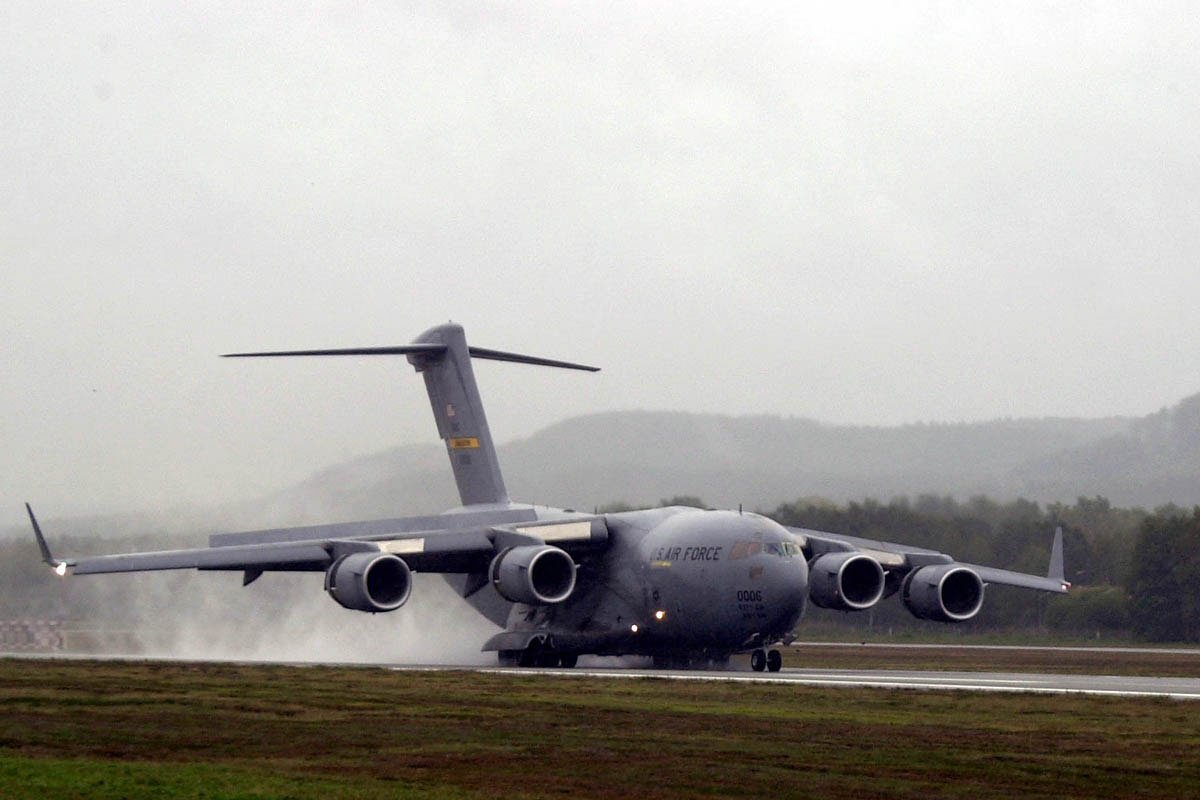
C-17 «Глоубмастер III»

YC-15 — американский военно-транспортный самолёт, создававшийся к 1975 году на замену C-130 «Геркулес». Хотя он и не достиг стадии серийного производства, тем не менее стал прототипом более удачного серийного МакДоннелл Дуглас C-17, разработанного и принятого в производство в 1990-х годах.

## Создание
Разработкой и созданием самолёта занималась McDonnell Aircraft в Хантингтон-Бич, штат Калифорния, двигателей — Pratt & Whitney Aircraft в Ист-Харфорде, штат Коннектикут.